# Marche internationale de Diekirch
Der Marche internationale de Diekirch (früher: Marche de l’armée) ist eine zweitägige Volkswanderung, die jährlich im Mai in der luxemburgischen Stadt Diekirch beginnt. Veranstalter ist die „Marche Internationale de Diekirch A.S.B.L.“.

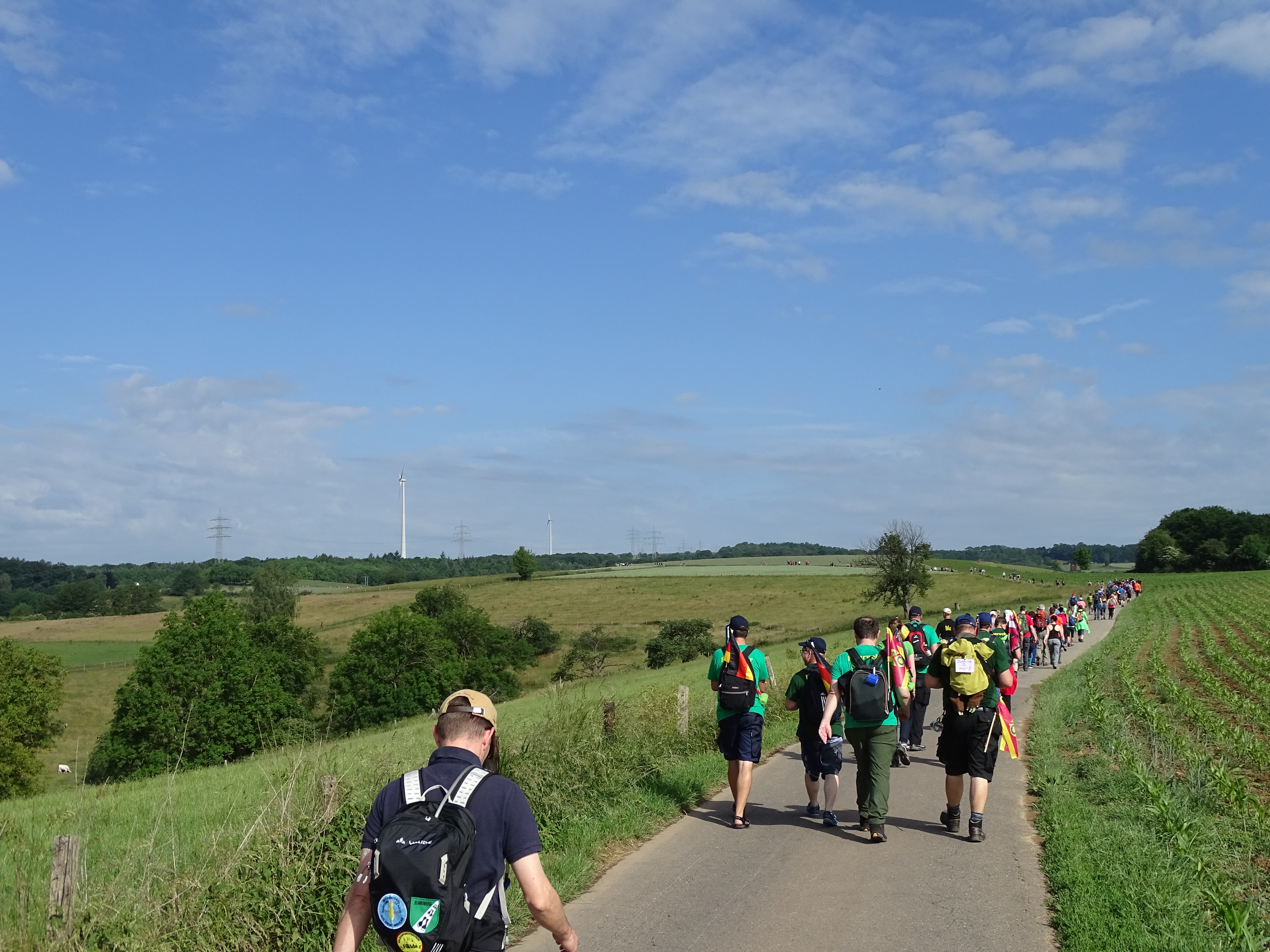
Marche internationale de Diekrich, größte Volkwanderung des Landes

## Geschichte
Der Marsch, der ursprünglich von der Luxemburger Armee organisiert wurde, wurde erstmals im Jahr 1968 durchgeführt. Die Teilnehmerzahl war mit 267 Teilnehmern jedoch weitaus geringer als heute. Jährlich nehmen etwa zwischen 7000 und 8000 Personen an der Veranstaltung teil. Seit seinem Bestehen haben mehr als 250.000 Wanderer an dieser größten Luxemburger Marschveranstaltung teilgenommen.

## Durchführung
Die Veranstaltung wird in vier Kategorien durchgeführt. Für den Erhalt einer Auszeichnung ist mindestens eine Tagesetappe mit einer Länge von 20 km unabhängig vom Alter und Status (zivil oder militärisch) ohne Zeitvorgabe erfolgreich zu absolvieren.
| Kategorie | Kilometer | Total | Medaille | Spange            |
| --------- | --------- | ----- | -------- | ----------------- |
| A         | 2×40 km   | 80    | Ja       | gekreuzte Kanonen |
| B         | 2×20 km   | 40    | Ja       | flammende Granate |
| C         | 1×20 km   | 20    | Ja       | keine             |
| D         | 1×12 km   | 12    | Nein     | -/-               |

Alle Etappen beginnen und enden jeden Tag an der gleichen Stelle (auf dem Platz Al Seeërei). Die Strecken verlaufen rund um Diekirch. Zahlreiche Zuschauer verfolgen das Spektakel. Logistisch wird die Veranstaltung von der Armee Luxemburgs unterstützt.
Der Marsch ist Teil der Marschveranstaltungen der International Marching League (IML).

## Auszeichnungen

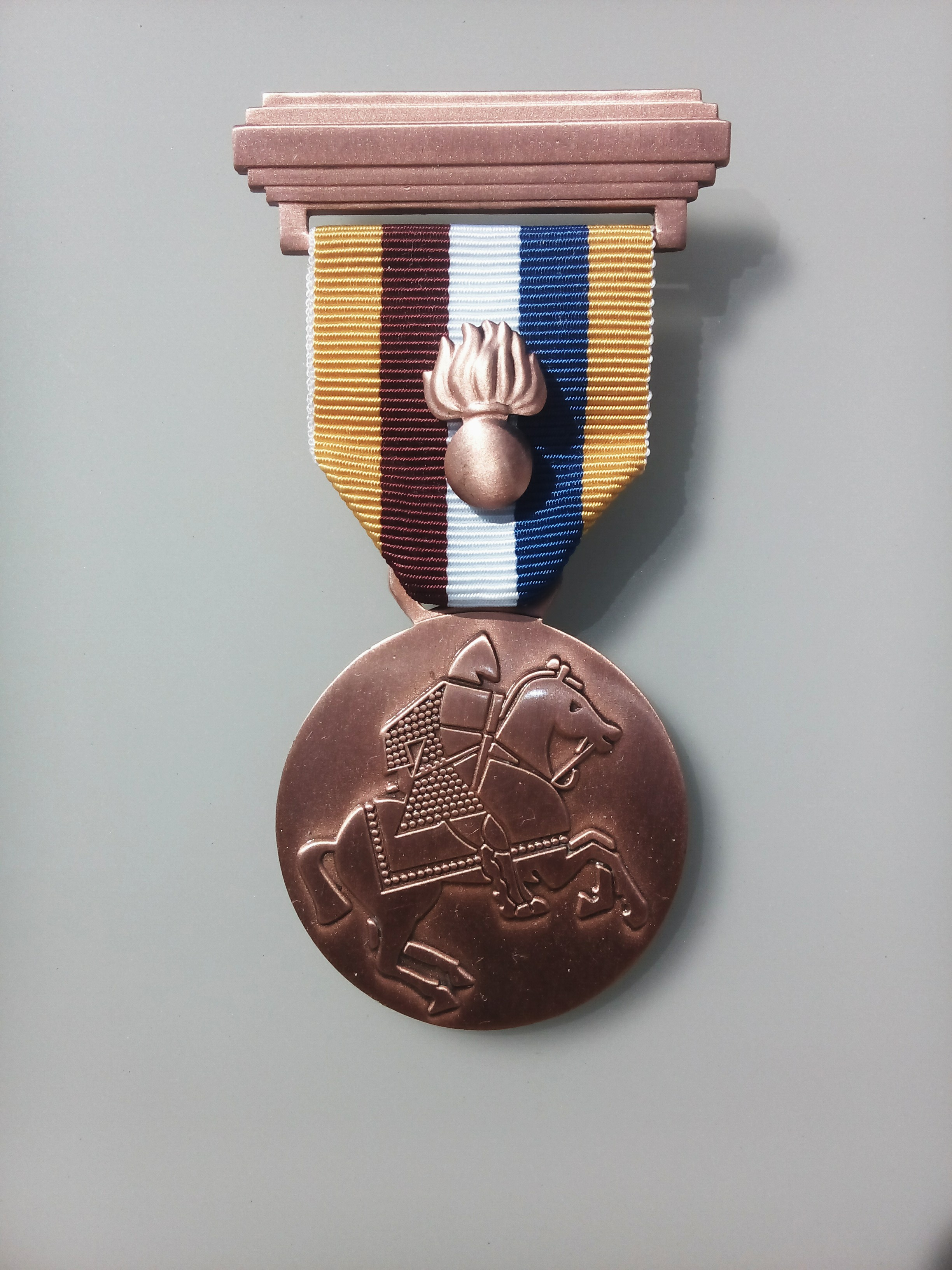
Medaille IML Marche international de Diekirch

Als Auszeichnung werden nach erfolgreichen Absolvieren des Marche internationale de Diekirch drei verschiedene Medaillen und eine Teilnahmebescheinigung verliehen.
- 1.–4. erfolgreiche Teilnahme: Bronzemedaille
- 5.–9. erfolgreiche Teilnahme: Silbermedaille
- 10.–19. erfolgreichen Teilnahme: Goldmedaille
- ab 20. erfolgreicher Teilnahme: Goldmedaille mit Lorbeerkranz

Ab der zweiten Teilnahme wird zusätzlich ein Ziffernschild verliehen, welches man am Band der Medaille befestigen kann.